# Mihály Zichy

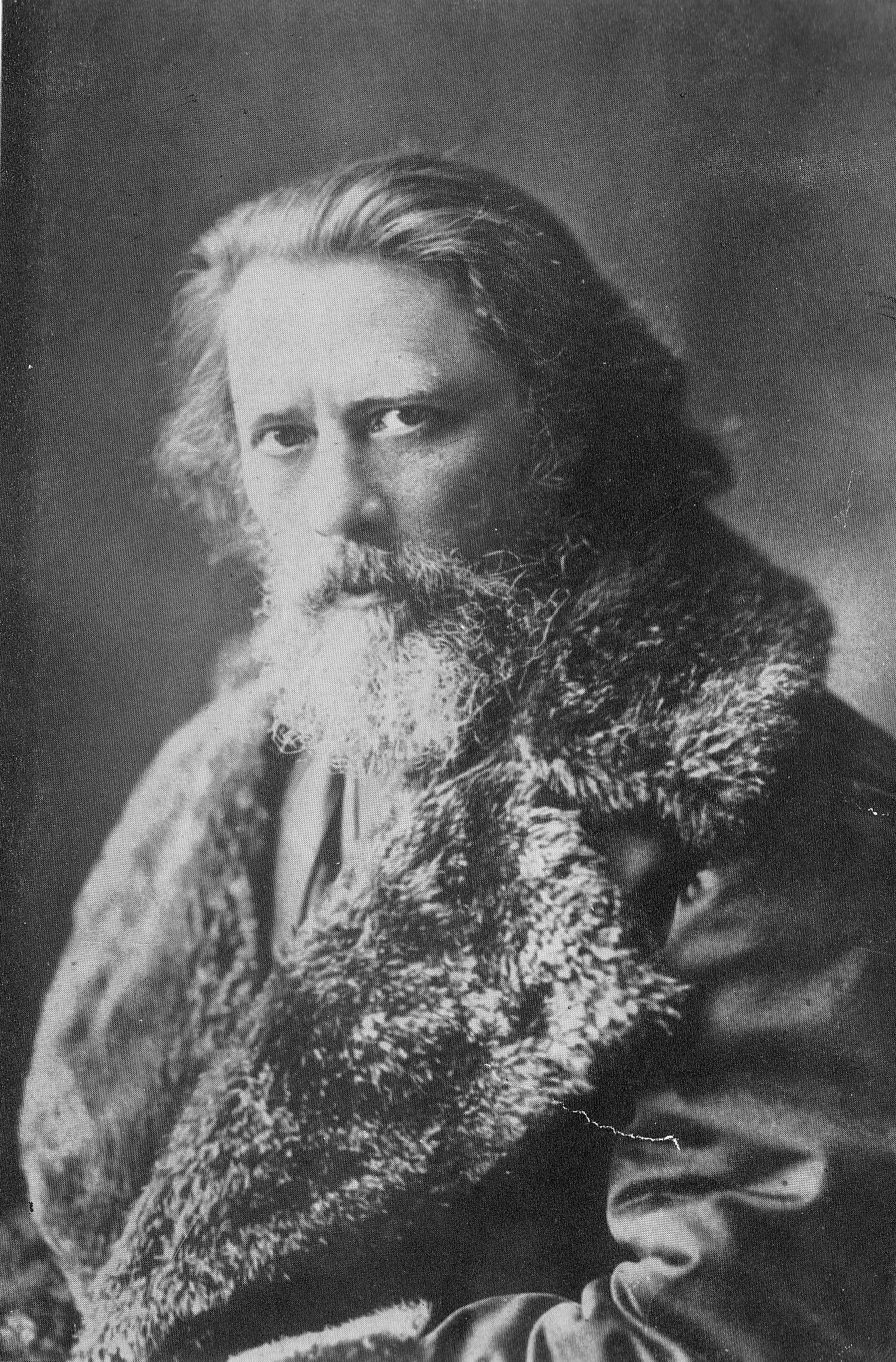
Michael von Zichy

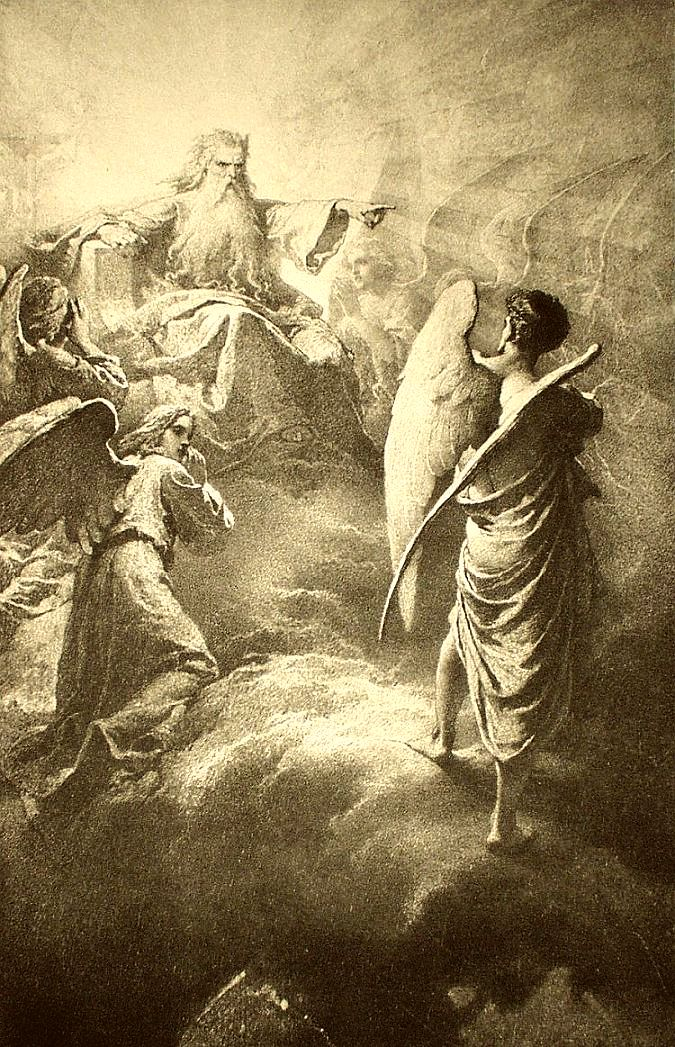
Zichy: Lucifer

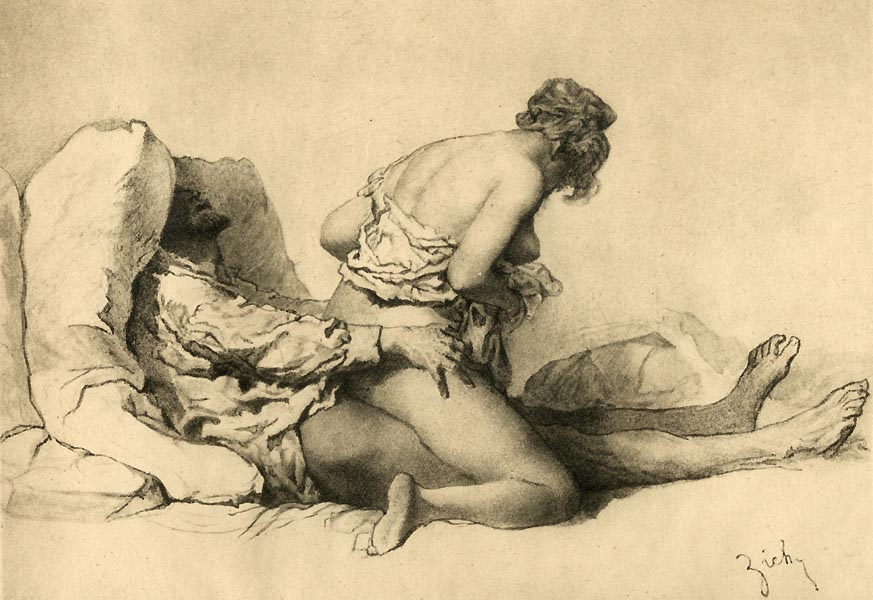
Aus dem Zyklus Liebe

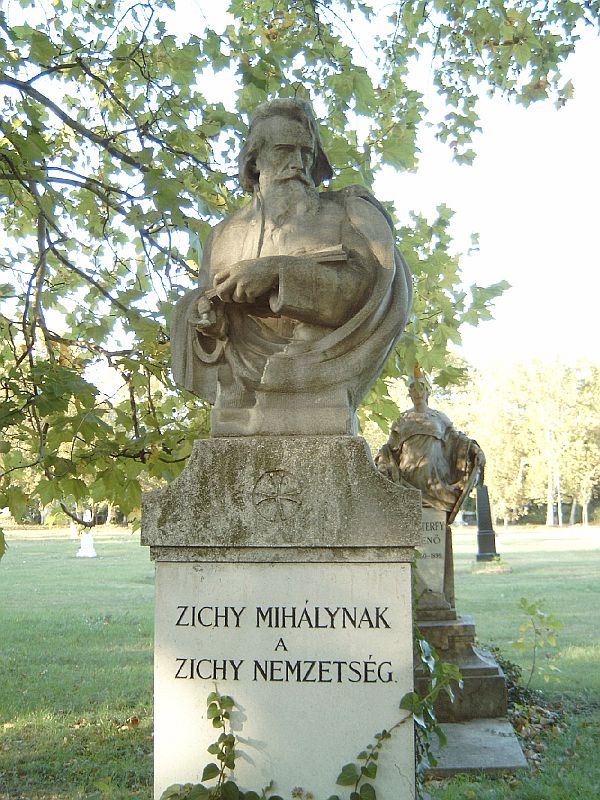
Grabdenkmal auf dem Kerepescher Friedhof in Budapest. Büste von Alajos Stróbl

Michael von Zichy (eigentlich Mihály Zichy [ˈmihaːj ˈzitʃi]; * 15. Oktober 1827 in Zala, Komitat Somogy, Kaisertum Österreich; † 28. Februar 1906 in Sankt Petersburg) war ein ungarischer Maler.

## Leben
Zichy wurde als Sohn von Landadeligen geboren. 1842 nahm er in Pest ein Jurastudium auf. Parallel studierte er bei dem Italiener Jacopo Marastoni Malerei. 1844 siedelte er nach Wien über, um bei Ferdinand Georg Waldmüller zu lernen.
Obwohl seine Werke nicht unbemerkt blieben, fehlte ihm die finanzielle Lebensgrundlage. 1847 wandte er sich nach St. Petersburg, wo ihn Großfürstin Helena Pawlowna als Zeichenlehrer ihrer Tochter Katharina Michailowna (1827–1894) engagierte. 1849 machte er sich selbständig und schuf seine größten Werke. Zar Alexander II. ernannte Zichy 1859 zum Hofmaler. In dieser Zeit entstanden zahlreiche Gemälde bedeutender russischer Höflinge. Dort heiratete er 1865 Gräfin Elisabeth Vratislav von Mitrovitz. Die Ehe wurde schon um 1867 beendet.
1874 verließ er Russland in Richtung Paris, wo er fünf Jahre wohnte und Präsident des Ungarnvereins wurde. Er traf dort auf Félicien Rops und Gustave Doré und malte u. a. das Bild Kurtisane nach der Hauptfigur von Émile Zolas Roman Nana. Er kehrte mehrmals zur Ausführung künstlerischer Aufträge nach Russland zurück. Die letzten Jahrzehnte seines Lebens verbrachte er am Hof von Zar Alexander III.
In Zala gibt es heute ein dem Künstler gewidmetes Museum. In Budapest wurde die Straße „Zichy Mihály utca“ nach ihm benannt.

## Leistung
Sein Werk ist heute vor allem durch seine vorurteilslose Behandlung des Themas „körperliche Liebe“ bekannt. Zichys Schwerpunkt lag aber in der Darstellung des Phantastischen, Übersinnlichen und Grauenhaften. In Zeichnungen, Aquarellen und Ölgemälden hat er vorzugsweise Stoffe behandelt, deren mystische, spekulative und transzendentale Tendenz sich der Darstellung durch die Malerei entzieht. Seine koloristische Behandlung steht im Dienst seiner exzentrischen Erfindungen. Zichy ist einer der bedeutendsten Künstler der ungarischen Romantik. Er wirkte auch als Grafiker und schuf neben erotischen Darstellungen Illustrationen zu Werken ungarischer Schriftsteller, wie dem dramatischen Gedicht Die Tragödie des Menschen von Imre Madách (1887) oder den Balladen von János Arany (1894–98).

## Würdigung
Der Schriftsteller Kurt Tucholsky war ein großer Bewunderer der erotischen Arbeiten Zichys. 1926 hatte er seine Zichy-Ausgabe, die er viele Jahre zuvor erworben hatte, bei einem Umzug verloren, und veröffentlichte daher unter seinem Pseudonym Peter Panter unter der Überschrift Wo bist du –? folgende Suchanzeige nach dem geliebten Band in der Weltbühne:

„[...] Unter den Büchern war eins, das machte mächtigen Eindruck auf mich. Es hieß: 'Liebe' und bestand aus vierzig Lithographien eines russischen Malers, des Grafen Zichy. Sie waren nicht unwitzig. In Erinnerung blieb mir manche Szene: emsiges Treiben nachts im Knabenpensionat, viele leicht und zierlich hingehuschte Bettbilder von lockender Wärme der Frauenkörper [...] Die letzte Seite bestand nur aus Skizzen von Händen, die sich mit allerhand beschäftigten, eine teilte einen Nasenstüber aus. Es war recht heiter. [...]
Vierzehn Jahre ist das Buch bei mir geblieben. [...] Und als sie dann meine Siebensachen packten, weil Poincaré mich rief, da legte ich es obenauf, unvorsichtigerweise uneingewickelt. [...] und als der ganze Schwung in Paris ankam, da fehlte [...] dies und jenes, und auch der Zichy. Was nun –? [...] Auch war immerhin möglich, daß ein Zollbeamter ... ich wage es nicht zu Ende zu denken. Kurz: der Zichy war weg. [...]
Und da wollte ich mal fragen, ob es vielleicht jemand gesehen hat. [...] Es wäre ja denkbar, daß es sich einer gekauft hat, zu Studienzwecken, der Wissenschaft halber, nur um sich so etwas mal anzusehn, und was man so sagt. [...] Und wenn es einer hat, dann soll er mirs doch bitte sagen. Ich kaufe ihm ein neues, aber das da möchte ich gern wiederhaben. Es hat so viel aufgesaugt; an Gegenständen bleibt ja bekanntlich, wie auch an Wänden, das Leben haften, man lebt sie voll ... Es ist eine Art Erinnerung, eine Erinnerung an die schönen Zeiten, als wir noch jung waren und erheblich neugieriger als heute. Eine Erinnerung an die Zeit, wo noch nicht ein Auge immer zuguckte, wenn das andere leuchtete – darin lebt ein Jahrzehnt. [...]
Wo bist du? In guter Pflege? Sind sie nett zu dir? Wo bist du –?“

## Werke
- Rettungsboot (Budapest, Ungarische Nationalgalerie), 1847, Öl auf Leinwand, 135 × 190 cm
- Der alte Junggeselle (Wien, Österreichische Galerie), um 1850, Öl auf Leinwand
- Gefangener im Kerker (Budapest, Ungarische Nationalgalerie), 1850er Jahre, Öl auf Leinwand, 138 × 100 cm
- Der Triumph des Genius der Zerstörung (Budapest, Ungarische Nationalgalerie), 1878, Öl auf Leinwand, 447 × 550 cm
- Fallende Sterne (Zala, Zichy Museum), 1879, Öl auf Leinwand, 400 × 200 cm
- Liebe. Vierzig Heliogravüren nach Zeichnungen von Michael von Zichy. Leipzig, 1911 (Privatdruck)